# Rana de Salamanca

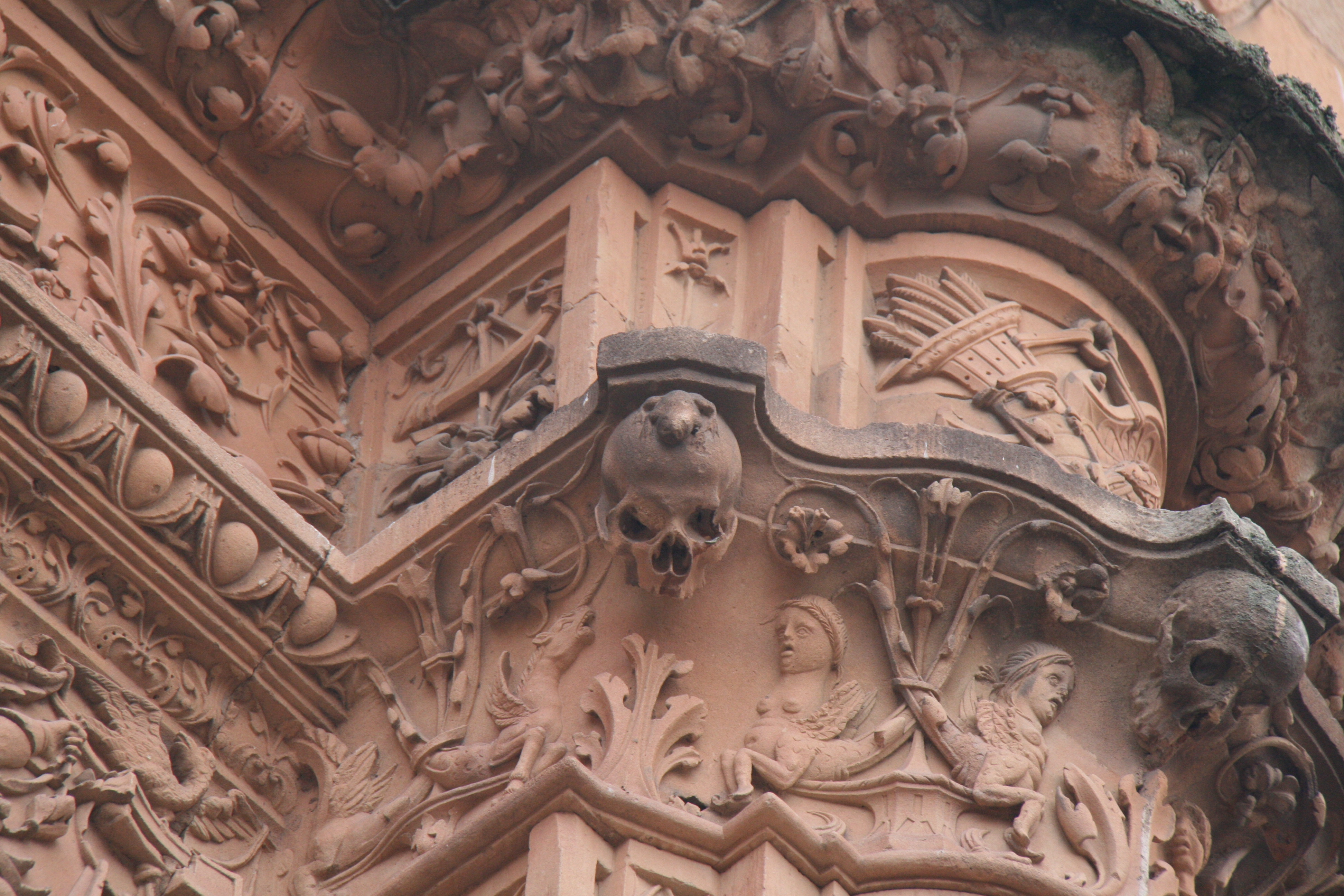
De las tres calaveras, una tiene la rana.

La rana de Salamanca (en realidad es un sapo) es un detalle ornamental labrado en la portada del edificio de las Escuelas Mayores de la Universidad de Salamanca que con el tiempo ha cobrado importancia, hasta ser un icono de la ciudad. Se trata de la representación de una pequeña rana ubicada encima de una calavera. Entre el detalle plateresco de la fachada universitaria, y de entre su programa iconográfico, popularmente se busca este ornamento que con el tiempo ha cobrado protagonismo. Sobre la suerte que corre el que ve primero, de entre un grupo, la rana se han descrito numerosas leyendas.

## Iconografía
La portada de la Universidad de Salamanca se acabó de tallar en el año 1553. Se ha discutido acerca de la intención del tallador a la hora de poner este ornamento. Aunque sobre esto hay opiniones diversas. Ya en el antiguo Egipto se asociaba la alegoría de la rana con la muerte. Aparece en numerosas ocasiones la rana como una alegoría relacionada con la lujuria: pecado de la carne.
Anterior a la popular Visión de San Pablo en el siglo XV, la serpiente poseía este significado de lujuria. Ya posteriormente aparece la rana con dicha significación en las representaciones alegóricas, tal es el caso del pórtico derecho de la Catedral de Estrasburgo en el que se puede ver un conjunto de vírgenes seducidas por el Príncipe del Mundo que lleva un acompañamiento de ranas y serpientes tras de si.  Representaciones similares se encuentran en la mayoría de las Catedrales Góticas. La representación lujuriosa se encuentra igualmente en los cuadros del Bosco: Los siete pecados capitales y el jardín de las delicias. Lo mismo puede verse en un autor contemporáneo a la fachada salmantina y es Henri met de Bles (conocido también como Il Civeta).
Dados estos antecedentes, es perfectamente posible hipotetizar que tratándose del portal de una universidad medieval, la rana y la calavera estén en la tradición del carpe diem, la cual también se manifiesta en el himno de los estudiantes universitarios de la época Gaudeamus igitur juvenes dum sumus (Disfrutemos mientras somos jóvenes), el cual aparentemente tiene sus orígenes en un manuscrito en latín del año 1287 y cuyo primer verso también aparece asociado con una calavera en algunas iconografías. De hecho, el himno hace referencia explícita a la muerte en sus últimos versos:

Gaudeamus igitur.
Iuvenes dum sumus.
Gaudeamus igitur.
Iuvenes dum sumus.
Post iucundam iuventutem.
Post molestam senectutem.
Nos habebit humus —
Nos habebit humus.

## Ubicación

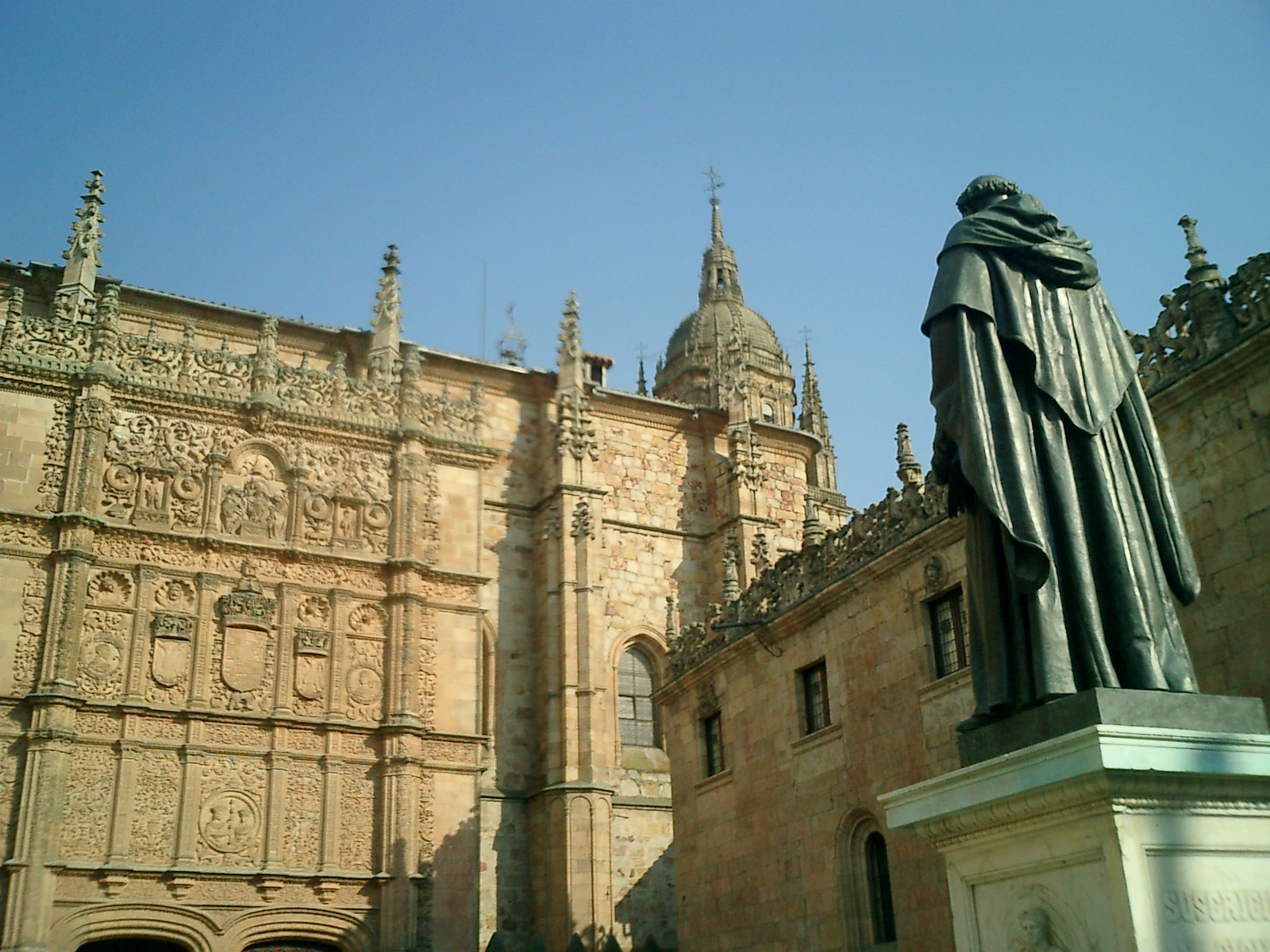
Catedral Nueva de Salamanca en Salamanca España.

El portal de la Universidad se divide en tres cuerpos horizontales. En orden ascendente el inferior está dedicado a los Reyes Católicos (representados en un medallón central), el segundo al emperador Carlos V y el tercero al Paraíso. En la gran pilastra de la derecha (mirando a la fachada), y en la terminación del primer cuerpo, se encuentran a modo de capitel labradas tres calaveras. Siendo la de la izquierda la que porta encima una rana de pequeño tamaño.
Es común además del detalle de la rana, escuchar que además hay un astronauta en la fachada, ya que la rana es relativamente fácil de encontrar. El detalle del astronauta no se encuentra en la fachada de la universidad. Se encuentra, junto a la de un toro bravo, en la Puerta de Ramos de la Catedral Nueva.

## Fenómeno popular
La contemplación de la fachada atrae a numerosos turistas que visitan las dependencias de la Universidad de Salamanca. Este fenómeno se ve amplificado por la insistente búsqueda del detalle ornamental de la rana entre los numerosos detalles de la fachada. De esta forma se quejaba Unamuno:

No es lo malo que vean la rana, sino que no vean más que la rana.
Miguel de Unamuno
 (anécdota).